# Karl-Gustav Fellenius
Karl-Gustav Georg Fellenius, född 31 mars 1882 i Lohärads socken, död 18 juni 1939 i Stockholm, var en svensk tjänsteman som även var kyrkligt aktiv.
Karl-Gustav Fellenius var son till kontraktsprosten Halvar Gustaf Fellenius. Han avlade mogenhetsexamen i Uppsala 1900 och var från 1902 extraordinarie kammarskrivare hos överståthållarämbetet för uppbördsärenden, där han blev kammarskrivare 1913 och uppbördskommissarie 1920 samt var taxeringskommissarie 1921–1937. Vid sidan av sin tjänst innehade Fellenius flera uppdrag av skiftande slag, bland annat var han ordförande i Riksförbundet för kommunaltjänstemän i Sveriges städer 1920–1925, ordförande i Stockholms stads tjänstemannaförening 1920–1927 och ordförande i Svenska sparkassan 1925–1931. Fellenius var dock främst engagerad i det ideella kyrkliga arbetet. Från 1924 var han generalsekreterare i Svenska kyrkans lekmannaförbund Kyrkobröderna och 1928–1933 ordförande i dess stockholmsdistrikt, och från 1925 utgav han tidskriften Kyrkobröderna. Han bidrog genom sin aktivitet till rörelsens utbredning i Sverige. 1928–1937 var Fellenius kyrkoråd i Hedvig Eleonora församling i Stockholm. Där deltog han i det internationella kyrkliga hjälparbetet efter första världskriget och arbetade särskilt för protestanterna i Frankrike och Polen, bland annat som initiativtagare till den 1925 bildade Svenska föreningen för den franska protestantismen och därefter som föreningens sekreterare. Från 1932 var Fellenius ombud hos protestantiska världshjälpen i Genève. Han blev 1935 hederspresbyter vid lutherska kyrkan i Cieszyn. Fellenius var från 1929 sekreterare i Svensk-polska föreningen och utgav bland annat Förteckning över polsk litteratur översatt till svenska (1931) och antologin Polen i svensk lyrik (1935). Fellenius var även politiskt verksam och tillhörde Frisinnade landsföreningens förtroenderåd från 1924. 1919–1927 redigerade han även Filatelistiska meddelanden.